# Gunnbjørn Ulvsson
Gunnbjørn Ulvsson (nogle gange omtalt som Gunnbjørn Ulf-Krakuson) var en norrøn opdagelsesrejsende, der levede i første halvdel af 900-tallet. Han var den første fra Europa, som så Nordamerika. Han var søn af Ulv Kråke.
Gunnbjørn kom kraftig ud af kurs da han sejlede fra Norge og til Island. Han og mandskabet fik se nogle øer eller skær som han siden opkaldte efter sig selv, Gunnbjørnskær. Han gik ikke i land, men fik korrigeret kursen og sejlede til Island, hvor han fortalte om hændelsen. Senere blev det klart at det var det store, islagte land, som Eirik Raude senere gav navnet Grønland, han havde set.
Grønland er fysisk og kulturelt en del af Nordamerika, kun delt fra den canadiske ø Ellesmere Island ved et smalt stræde, og det var delvis bosat af nordamerikanske folk, indtil historisk tid da norrøne folk fra Norge og Island slog sig ned og havde en bosætning som varede i flere århundreder. Gunnbjørns opdagelse af skærene ud for Grønlands kyst er dermed den første gang en europæer med sikkerhed har set Nordamerika.
Den nøjagtige dato for denne hændelsen er ikke optegnet i sagaerne, men forskellige kilder har hentydninger som strækker sig fra 876 og til 932, noget som kun må betragtes som hentydninger. Hvor Gunnbjørnskjær lå er åbent for spekulation, og det var måske et sted i nærheden af nutidens Tasiilaq (Ammassalik) i det østlige Grønland.
Det første målrettede færd til Gunnbjørnskær blev foretaget af Snøbjørn Galte Holmsteinsson en gang omkring år 978. Snøbjørn gik i land, men forsøget endte i katastrofe. Siden drog Erik den Røde til Grønland og undersøgte landet i tre år før han bosatte sig med andre nordboere. Snøbjørn og Erik sejlede efter beskrivelsen i Gunnbjørns fortællinger.
Flere moderne stednavne i Grønland er navngivet til minde om Gunnbjørn. Mest berømt er nok Gunnbjørns fjeld der med sine knap 3.700 m er Grønlands højeste punkt.